# 王靖國

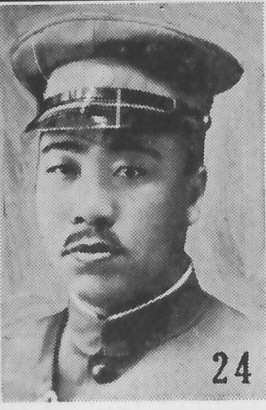
王靖國中將

王靖國（1893年7月18日—1950年），字治安，山西省代州五台县人，中華民國軍事將領。

## 生平
王靖國1893年7月18日出生於出生山西省五台縣新河村，清末入学山西陸軍小学堂。1911年（宣統3年）辛亥革命在山西省爆发，他作为学生軍的一员加入革命派。中華民国成立後的1914年（民国3年），他入清河陸軍第1预备学校。1916年（民国5年）春，他加入保定陸軍軍官学校候補生隊。翌年秋，他正式入学保定陸軍軍官学校，于1918年（民国7年）9月自第5期步兵科毕业。
王靖國自保定軍校畢業後，隨即進入部隊，有一次團練時突逢大雨，其他兵團一哄而散，而王靖國帶的兵團則井然有序地踏步回營，讓閻錫山對王靖國留下了深刻印象。1926年（民国15年），他因战功而被提升为第10旅旅長。1927年（民国16年），他升任第5師師長。1928年（民国17年）6月，他升任第6軍軍長。同年10月，随着北伐结束，国民革命軍进行重编和缩编，他被任命为中央陸軍編制下的国民革命軍第37師師長。同年冬，他任綏遠警備司令。
1930年（民国19年）3月，他任晋軍第3軍軍長。同年，他随閻錫山参加反蒋介石的中原大战。閻錫山敗北后，王靖国改任晋東区守備司令兼第70師師長。1932年（民国21年）包頭的綏西屯墾督办公署設立，他代理督办。1935年（民国24年）4月，晉升陸軍中将。1936年（民国25年），擔任晋綏剿匪總预備軍司令官，7月升任第19軍軍長。蔣中正在廬山成立軍官訓練團，同為保定軍校出身的陳誠出任教育長，王靖國則為營長，蔣對王非常信賴，1934年11月，蔣前往太原探視閻錫山的父親，特別在王家公館留宿了一兩天。
抗日战争爆发後，王靖國转战山西省各地，擔任中央兵团指揮官。1938年（民国27年）2月，兼任第二战区北路軍第2路軍司令。翌年2月，他任第13集团軍总司令。同年7月，转任西路軍北区总司令。1945年（民国34年）5月，擔任中国国民党第六届中央監察委員。

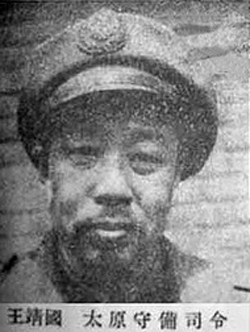

1946年（民国35年），王靖国升任第6集团軍副总司令兼第61軍軍長。1948年（民国37年），任第10兵团司令官兼太原守備司令。在太原保衛戰中，王靖国的女儿王瑞书受徐向前派遣劝降，王靖国斥責：「妳革妳的命，我盡我的忠。」
同月29日，閻錫山前往南京，王靖国和太原綏靖公署副主任孫楚等人受閻錫山委托负责防守太原。同年4月24日，太原陷落，王靖国和孙楚等人被俘虏。1950年王靖國病逝於獄中，家屬至今無法找到他的墓地。

## 紀念
經其子王壽來及各方人士的共同努力，王靖國的靈位在2021年（民国110年）3月26日入祀國民革命忠烈祠。
由台北市前文化局長謝小韞監製，黃玉珊、陳堯興聯合執導的紀錄片《故人故居故事，一代名將王靖國》於2020年上映。
王靖國於太原的故居「王公館」為中國重點文物保護單位，掛有對聯「從文尊孔盡忠盡孝，習武奉關守義守節」。

## 外部連結
- 中華民國忠烈將士故王靖國中將、國民革命軍陸軍第十一師暨青島保安總隊靈位入祀典禮 （页面存档备份，存于）